# Alenka Bratušek
Alenka Bratušek, (Celje,  31. ožujka, 1970.), slovenska je političarka.
Alenka Bratušek obnašala je dužnost predsjednika Vlade Republike Slovenije između ožujka 2013. i rujna 2014. godine. Bila je predsjednica stranke Pozitivna Slovenija između siječnja 2013. i travnja 2014. godine. Bila je prvi ženski predsjednik vlade Republike Slovenije i prva žena koja je bila predsjednica jedne veće stranke.
Vlada Republike Slovenije nominirala je Bratušek 2014. za poslanicu u Europskoj komisiji. Predsjednik Europske komisije, Jean-Claude Juncker, objavio je 10. rujna 2014. da će Bratušek obnašati dužnosti zamjenice predsjednika i biti sudionica komisije za energetska pitanja.
Poslije rasprave Odbora Europarlamenta za industrijska pitanja, istraživanje i energiju, zaključeno je u listopadu 2014. da Bratušek nema dovoljno podrške iz Europskog parlamenta. Bratušek je povukla svoju nominaciju a na njeno mjesto je vlada Republike Slovenije nominirala Violetu Bulc.